# Национално бюро по статистика (Молдова)
Националното бюро по статистика (на румънски: Biroul Național de Statistică, BNS) е държавен орган в Молдова, който ръководи дейността в областта на статистиката.
В ствоята дейност бюрото се ръководи от конституцията на Молдова.